# Kadidia Diawara
Kadidia Fofana Diawara (* 16. Mai 1986 in Bamako) ist eine malische Fußballspielerin, die in Frankreich für den FC Vendenheim spielt.

## Leben

### Karriere

#### Verein
Diawara startete ihre Karriere in Mali mit dem FC Amazones Boulkassoumbougou und wechselte 2006 zu dem französischen Frauenfußballverein STAPS Straßburg. ihre Profi-Karriere 2008 in Elsass mit dem FC Vendenheim. Im Februar 2012 wurde sie vom französischen Verband zur fünftbesten Abwehrspielerin der Liga gekürt.

#### International
Seit 2003 gehört Diawara zur Malische Fußballnationalmannschaft der Frauen und nahm, zweimal an der Fußball-Afrikameisterschaft der Frauen teil. Sie stand 2006 in Nigeria und 2010 in Nigeria, im Kader des Teams scheiterte aber jeweils in der Vorrunde.

#### Als Trainerin
Seit Juni 2010 trainiert Diawara bei ihrem Verein FC Vendenheim die E-Jugend Mädchen.

## Privates
Ihr Vater Abdoulaye Fofana ist ehemaliger Nationalspieler der Malischen Männer-Fußballnationalmannschaft und war danach langjähriger Präsident des Frauenfußballvereins FC Amazones Boulkassoumbougou. Neben dem Fußball in Mali studierte sie Finanz- und Rechnungswesen in Bamako, das sie 2006 mit dem Diplôme universitaire de technologie abschloss.